# Museo di arte sacra di Massa Marittima
Il Museo di arte sacra di Massa Marittima è la principale pinacoteca di Massa Marittima (GR) ed è ospitata nel complesso museale di San Pietro all'Orto, congiuntamente al Centro espositivo di arte contemporanea Angiolino Martini.

## Storia
Il museo di arte sacra, voluto dall'amministrazione comunale insieme alla diocesi di Massa Marittima-Piombino, è stato inaugurato ufficialmente il 19 marzo 2005 nelle sale del complesso di San Pietro all'Orto. Un primo tentativo di istituire una pinacoteca era stato effettuato nel 1867, quando l'anno precedente furono soppressi gli ordini religiosi ed incamerati i loro beni, con la costituzione del Museo Civico di Massa Marittima ad opera di Stefano Galli da Modigliana all'interno del convento di Sant'Agostino, contenente una vasta e dispersiva raccolta di ogni genere d'antiquariato. Quando il museo civico fu trasferito dalla chiesa di Sant'Agostino all'ex monastero di Santa Chiara sul finire del secolo, la pinacoteca fu soppressa e tutte le opere pittoriche vennero raccolte e conservate in un magazzino, ad eccezione della Maestà di Ambrogio Lorenzetti, già allora considerata opera principale del museo, che fu restaurata ed esposta all'interno del Palazzo Comunale nell'ufficio del sindaco, originariamente cappella dei Priori realizzata nel 1525.
Le opere esposte all'interno provengono principalmente dalla cattedrale di San Cerbone e da altre chiese di Massa Marittima, grazie ad una convenzione tra il Comune, la Soprintendenza per i beni artistici e storici di Grosseto e Siena e la diocesi di Massa Marittima-Piombino.

## Edificio
La pinacoteca è situata all'interno del convento di San Pietro all'Orto, edificato nel 1273 dai frati agostiniani, e divenuto proprietà del Comune nel 1866, in seguito alla promulgazione delle leggi di soppressione degli ordini e delle corporazioni religiose.

## Sale espositive

### Piano terra
La visita al museo d'arte sacra inizia dalla prima entrata della struttura in corso Diaz al numero civico 36, dove si accede ad una saletta con biglietteria e libreria dalla quale si esce nuovamente per entrare in un cortile del convento. Dalla porta di fronte a destra si accede alla prima sala del museo.

#### Prima sala
La prima sala del museo è dedicata a frammenti lapidei di sculture risalenti agli anni tra il XII e il XIII secolo, come capitelli, modanature e mensole provenienti in buona parte dalla cattedrale di San Cerbone. Interessanti i dieci pannelli con bassorilievi in alabastro grigio, o più propriamente anidrite scurita, di datazione controversa, forse in origine plutei d'altare, che raffigurano diversi personaggi e situazioni di dubbia interpretazione. Gli storici hanno tuttavia individuato con sicurezza i dodici apostoli, disposti su tre formelle e tra i quali è facilmente riconoscibile san Pietro con le sue chiavi, e la strage degli innocenti, su due formelle con sottostanti rosoni. Altri bassorilievi raffigurano una Maiestas Domini, un santo guerriero (san Michele o san Martino), un chierico con vescovo benedicente (da alcuni identificati anche con san Regolo e san Cerbone), tre uomini che si scambiano del pane, probabilmente rappresentazione della scena evangelica della moltiplicazione dei pani (anche se vi è chi la interpreta come allegoria della Carità) e una Maiestas Domini più piccola della precedente che sovrasta una Madonna Incoronata tra gli angeli (ma anche qui l'interpretazione è dubbia). Questi bassorilievi furono murati nel 1880 nella parete interna della facciata del Duomo e rinvenuti solo successivamente. Un'altra ipotesi è che in origine le sculture sarebbero state realizzate per essere esposte all'aperto: questo spiegherebbe il motivo della pietra scurita da uno strato di vernice grassa con la quale sono state ricoperte, che conferisce loro il colore grigio scuro, quasi metallico.
Nella stessa sala si possono vedere inoltre alcuni frammenti di capitelli del XIII secolo sempre provenienti dalla cattedrale (in travertino, in marmo bianco e in calcare cavernoso), due frammenti di modanatura decorata a ovuli in pietra calcarea, opera dell'architetto e scultore Giroldo da Como – documentato in Toscana tra il 1250 e il 1284 – e alcune mensole decorate con foglie d'acanto della fine del Duecento in travertino. Di Giroldo da Como è presente anche un'acquasantiera con i simboli di san Marco e san Matteo, originariamente posta nella chiesa di Sant'Agostino. Completano la prima sala altri due frammenti provenienti dalla chiesa di Sant'Agostino: un capitello con figure in calcare ed un altro in travertino decorato con foglie d'acanto, un uccello e una figura mostruosa.

#### Seconda sala
La seconda sala del museo è dedicata alla scultura gotica pisana e senese degli anni tra il XIII e il XIV secolo, dove spiccano le undici statuette marmoree rappresentanti santi, apostoli e profeti, provenienti probabilmente dall'iconostasi della cattedrale di San Cerbone: otto sculture in marmo bianco sono attribuibili all'artista senese Gano di Fazio (si riconoscono tra i personaggi raffigurati san Paolo, san Giovanni Battista ed un apostolo), mentre le altre tre, in marmo bianco-grigio dipinto, a Camaino di Crescentino, padre del più celebre Tino.
Sul fondo della sala è realizzata una ricostruzione del coronamento della facciata del Duomo, con tre sculture attribuite a Giovanni Pisano che rappresentano un cavallo, una figura umana accucciata (probabilmente un generico telamone, anche se il Petrocchi lo identifica con san Pietro) ed un grifone. Dalla stessa bottega di Giovanni Pisano provengono probabilmente i due frammenti esposti di guglie a foglie d'acanto in travertino.

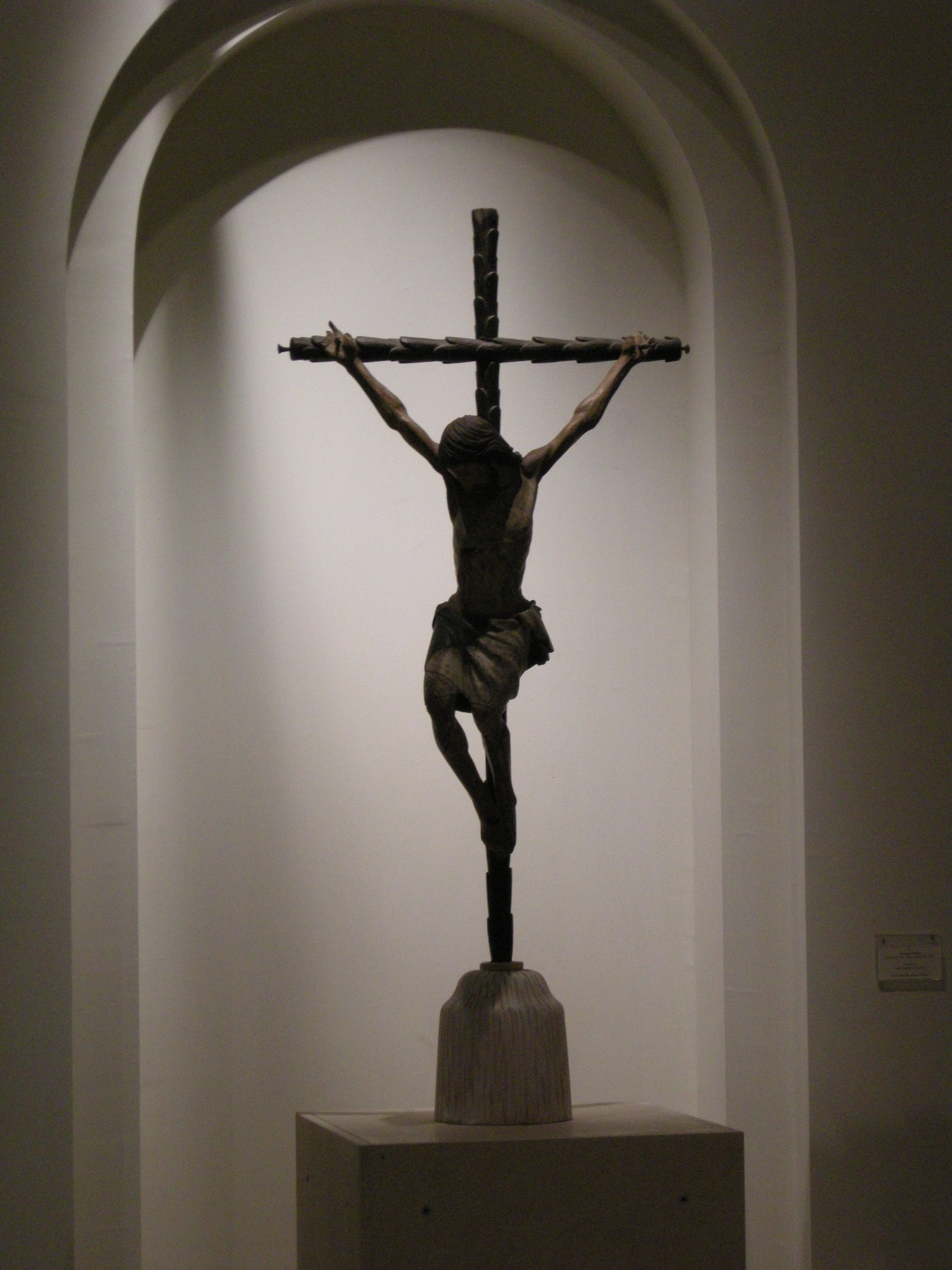
Il crocifisso di Giovanni Pisano

Completano la sala un frammento di una scultura in legno intagliato e dipinto raffigurante san Cerbone, di autore sconosciuto degli inizi del Trecento, un Crocifisso ligneo attribuito a Giovanni Pisano, ed un'interessantissima Croce stauroteca – contenente reliquia – in legno laminato d'argento e rame dorato e inciso, decorata con smalti traslucidi. L'iscrizione a bordo base riporta «HOC MEUS ET GADDUS CEUS ANDREUSQ. MAGISTRI PISIS FECERUNT ARGENTI AURIQ. MINISTRI» ed è quindi possibile attribuire con sicurezza l'opera ai maestri Meo di Tale, Gaddo di Giovanni da Cascina e Ceo di Colo, mentre non è sicura l'identità della quarta firma, Andrea: la tecnica utilizzata ha però reso propensa la critica ad individuare in Andrea il celebre artista Andrea da Pontedera, meglio noto come Andrea Pisano, il che renderebbe il reliquiario di Massa Marittima l'unica opera di oreficeria dello scultore pontederese.

#### Terza sala
La terza sala è dedicata all'arte del XIV secolo e spiccano particolarmente due opere dei fratelli Lorenzetti: una vetrata dalla sagrestia del Duomo raffigurante il Crocifisso di Pietro Lorenzetti e la grandiosa Maestà di Ambrogio Lorenzetti, la più famosa opera pittorica del museo d'arte sacra, se non dell'intera città di Massa Marittima. Proveniente dal convento di Sant'Agostino, la Maestà è un capolavoro del periodo maturo dell'artista, datata 1340 circa, ed è caratterizzata da un'unione di simbologia medievale con stili formali classici, dove al centro troneggia la Madonna col Bambino seduta sulle ali spiegate di due angeli.
Completano la sala una base di colonna in marmo realizzata da Goro di Gregorio; un rilievo frammentario raffigurante una testa barbuta e foglie d'acanto degli inizi del Trecento; un reliquario a pisside (argento e rame fuso dorati, incisi, punzonati, cesellati, smalti opachi e lucidi) contenente un dito di san Cerbone di alcuni orafi senesi del terzo decennio del XIV secolo; una Madonna con Bambino in alabastro bianco di area francese; un fermaglio da piviale con l'immagine di san Cerbone in cattedra fra due angeli (rame sbalzato, bulinato, cesellato, parzialmente dorato, smalti opachi e paste vitree); infine, un reliquiario a pisside in argento e rame fuso dorati, incisi, punzonati, cesellati, smalti opachi e lucidi, contenente, secondo la tradizione, un tessuto del perizoma di Gesù, realizzato dal senese Goro di Ser Neroccio.

### Piano superiore

#### Quarta sala
La visita della quarta sala del museo inizia con un'installazione contenente un'interessante collezione di ceramiche disposte su tre palchetti: una raccolta che copre un arco di tempo che va dal XVI secolo agli inizi del XIX secolo. Ospitate nel vecchio Museo Civico di Massa, la maggior parte di esse è da ricondurre all'area senese, anche se non mancano esemplari dalle botteghe di Montelupo (Firenze), Albisola (Savona), Ariano Irpino (Avellino), Deruta (Perugia), Faenza (Ravenna) e della Sicilia.
La grande sala, infine, è dedicata alla pittura e all'arte del Quattrocento, con qualche incursione nel XVI secolo, e contiene alcuni capolavori di grandi autori come Sano di Pietro e Stefano di Giovanni detto il Sassetta. Del primo sono presenti ben cinque opere, ovvero quattro pale d'altare del deposito della Pinacoteca Nazionale di Siena ed una frammentaria tavola proveniente dalla cattedrale di San Cerbone raffigurante la Presentazione di Gesù al Tempio, trafugata nel 1921, tagliata a pezzi – probabilmente per facilitarne la vendita – ed in seguito ritrovata e ricomposta; del secondo è presente un'unica opera, l'Arcangelo Gabriele annunciante, una delle cuspidi del polittico eseguito nel 1424 per la Compagnia dell'Arte della Lana di Siena, il cui pendant raffigurante la Vergine annunziata si trova oggi alla Yale University Art Gallery di New Haven, Stati Uniti.
Un'altra pittura interessante è l'Adorazione del Bambino con i santi Bernardino e Antonio da Padova del senese Pietro di Francesco degli Orioli, tavola del 1480 proveniente dalla chiesa di Sant'Agostino, ma originariamente collocata dalla chiesa di San Bernardino a Vetreta. Altre pitture quattrocentesche sono un affresco dal Duomo di Massa Marittima raffigurante due donne ornanti di un anonimo maestro di Monticiano ed una Madonna con Bambino della scuola di Sano di Pietro dell'ottavo decennio del secolo, proveniente dalla compagnia della Misericordia.
Per quanto riguarda la scultura sono esposti due pregevoli Angeli reggicandelabro quattrocenteschi in legno policromo di Domenico di Niccolò, detto "dei Cori" per aver intagliato e intarsiato il coro della cappella del Palazzo Comunale di Siena. Interessanti anche due lastre tombali in marmo: la prima proveniente dalla cattedrale di San Cerbone realizzata per il vescovo Antonio di Francesco Casini, morto nel 1430; la seconda proveniente dalla chiesa di Sant'Agostino realizzata da Urbano da Cortona per il teologo agostiniano fra' Michele Beccucci, morto nel 1479.
Infine, completano la visita due opere del Cinquecento: una terracotta dipinta raffigurante un apostolo dell'aretino Zaccaria Zacchi ed una pittura del fiorentino Francesco del Brina, Sant'Onofrio indica il Crocifisso.

#### Quinta sala
La visita al museo d'arte sacra si conclude nella quinta sala, composta da tre installazioni che espongono antichi arredi liturgici e paramenti sacri provenienti dalle chiese della diocesi. L'oggetto più interessante è una pianeta risalente alla fine del XV secolo. Infine sono presenti due corali miniati del XVIII secolo e una collezione composta da venti arredi sacri di vario genere, come calici, reliquiari e porta-incensi.
Dalla quinta e ultima sala del museo d'arte sacra si accede infine al Centro espositivo di arte contemporanea Angiolino Martini, interessante raccolta di pitture e grafiche del Novecento italiano, che occupa l'ultima sezione del complesso museale di San Pietro all'Orto.